# روبرت كابلين
روبرت كابلين (بالإنجليزية: Robert Caplin)‏ هو مصور سينمائي ومصور أمريكي، ولد في 18 فبراير 1983 في أثينس في الولايات المتحدة.

## وصلات خارجية
- الموقع الرسمي
- روبرت كابلين على موقع IMDb (الإنجليزية)